# Keiichirō Ōchi
Keiichirō Ōchi (大知 慶一郎  Ōchi Keiichirō?, 9 de octubre, Prefectura de Aichi) es un guionista de anime japonés. Es mejor conocido por escribir los guiones de las adaptaciones al anime de Go-Tōbun no Hanayome, Kanojo mo Kanojo, Megami no Cafe Terrace y Sentai Daishikkaku.

## Trayectoria
Ōchi nació un 9 de octubre en la Prefectura de Aichi, Japón. Debutó como guionista de anime en 2004, en los episodios 3 y 7 de la serie de televisión Ryūsei Sentai Musumet producida por TNK. En 2008 realizó su primer trabajo como guionista de doramas encargandose del guion de los episodios 3, 7 y 10 de la serie Koko wa Green Wood 〜Seishun Danshi Ryō Nisshi〜. En 2014, realizó su primer trabajo como guionista principal, encargandose de la composición de la serie de televisión Kiniro no Corda: Blue♪Sky producida por TYO Animations.

## Trabajos

### Anime

#### Series de televisión
| Año  | Anime                                                                          | Estudio                                    | Funciones                                                 | Refs.                       |
| ---- | ------------------------------------------------------------------------------ | ------------------------------------------ | --------------------------------------------------------- | --------------------------- |
| 2004 | Ryūsei Sentai Musumet                                                          | TNK                                        | Guionista (#3, 7)                                         | [ 2 ]                       |
| 2005 | Angel Heart                                                                    | TMS Entertainment                          | Guionista (#27, 37, 41)                                   | [ 5 ]                       |
| 2006 | Kiniro no Corda: Primo Passo                                                   | Yumeta Company                             | Guionista (#6, 9, 16, 19, 23)                             | [ 6 ]                       |
| 2007 | Bokurano                                                                       | Gonzo                                      | Guionista (#20, 23)                                       | [ 7 ]                       |
| 2008 | Neo Angelique Abyss                                                            | Yumeta Company                             | Guionista (#5, 9)                                         | [ 8 ]                       |
| 2008 | Wagaya no Oinari-sama.                                                         | Zexcs                                      | Guionista (#4, 9-10, 16, 21)                              | [ 9 ]                       |
| 2008 | Neo Angelique Abyss: Second Age                                                | Yumeta Company                             | Guionista (#2, 6, 10)                                     | [ 10 ]                      |
| 2008 | Skip Beat!                                                                     | Hal Film Maker                             | Guionista (#3, 7, 10, 13, 17, 21)                         | [ 11 ]                      |
| 2009 | Miracle☆Train: Oedo-sen e Yōkoso                                               | Yumeta Company                             | Guionista (#5-6, 10)                                      | [ 12 ]                      |
| 2010 | Chū Bra!!                                                                      | Zexcs                                      | Guionista (#7, 10)                                        | [ 13 ]                      |
| 2010 | Densetsu no Yūsha no Densetsu                                                  | Zexcs                                      | Guionista (#7, 16, 22)                                    | [ 14 ]                      |
| 2010 | Fortune Arterial: Akai Yakusoku                                                | Feel Zexcs                                 | Guionista (#3, 5, 8)                                      | [ 15 ]                      |
| 2011 | Oniichan no Koto Nanka Zenzen Suki Janain Dakara ne!!                          | Zexcs                                      | Guionista (#4, 8)                                         | [ 16 ]                      |
| 2011 | Mayo Chiki!                                                                    | Feel                                       | Guionista (#4, 6-7)                                       | [ 17 ]                      |
| 2011 | Itsuka Tenma no Kuro Usagi                                                     | Zexcs                                      | Guionista (#4, 6, 10)                                     | [ 18 ]                      |
| 2011 | Bakuman. 2nd Season                                                            | J.C.Staff                                  | Guionista (#4-5, 8, 10, 13, 16, 19, 22, 24)               | [ 19 ]                      |
| 2012 | Papa no Iukoto o Kikinasai!                                                    | Feel                                       | Guionista (#7-8, 13)                                      | [ 20 ]                      |
| 2012 | Dakara Boku wa, H ga Dekinai.                                                  | Feel                                       | Guionista (#4, 6, 10)                                     | [ 21 ]                      |
| 2012 | Bakuman. 3rd Season                                                            | J.C.Staff                                  | Guionista (#2, 5, 7, 10, 13, 15, 19-20, 23)               | [ 22 ]                      |
| 2012 | Aikatsu!                                                                       | Sunrise Bandai Namco Pictures              | Guionista (28 episodios)                                  | [ 23 ] [ 24 ] [ 25 ] [ 26 ] |
| 2013 | Mushibugyō                                                                     | Seven Arcs Pictures                        | Guionista (#18, 20, 24)                                   | [ 27 ]                      |
| 2013 | Outbreak Company                                                               | Feel                                       | Guionista (#4, 6, 9)                                      | [ 28 ]                      |
| 2013 | Inu to Hasami wa Tsukaiyō                                                      | Gonzo                                      | Guionista (#7-8)                                          | [ 29 ]                      |
| 2014 | Yo-kai Watch                                                                   | OLM                                        | Guionista (35 episodios)                                  | [ 30 ] [ 31 ] [ 32 ]        |
| 2014 | Kiniro no Corda: Blue♪Sky                                                      | TYO Animations                             | Composición de la serie Guionista (#1-2, 5, 9, 12)        | [ 4 ]                       |
| 2014 | Jinsei                                                                         | Feel                                       | Guionista (#7, 9)                                         | [ 33 ]                      |
| 2014 | Daitoshokan no Hitsujikai                                                      | Hoods Entertainment                        | Guionista (#3, 7, 10)                                     | [ 34 ]                      |
| 2015 | Yahari Ore no Seishun Love Come wa Machigatteiru. Zoku                         | Feel                                       | Guionista (#3-5, 8-9, 11-13)                              | [ 35 ]                      |
| 2016 | Sōsei no Onmyōji                                                               | Pierrot                                    | Guionista (#3, 8, 14, 19, 23, 27, 33, 39, 46)             | [ 36 ]                      |
| 2016 | Amaama to Inazuma                                                              | TMS Entertainment                          | Guionista (#3-4, 8)                                       | [ 37 ]                      |
| 2016 | Digimon Universe: Appli Monsters                                               | Toei Animation                             | Guionista (#21, 29, 32, 40-41, 48)                        | [ 38 ]                      |
| 2017 | Duel Masters                                                                   | Ascension                                  | Guionista (#7, 14, 17, 23, 30, 35, 41-42, 50-51)          | [ 39 ]                      |
| 2017 | Action Heroine Cheer Fruits                                                    | Diomedéa                                   | Guionista (#4, 9)                                         | [ 40 ]                      |
| 2018 | Shinkansen Henkei Robo Shinkalion The Animation                                | OLM                                        | Guionista (#17, 23, 30-31, 52)                            | [ 41 ]                      |
| 2018 | Yo-kai Watch: Shadow Side                                                      | OLM                                        | Guionista (#4, 10, 17, 23, 25, 30, 32, 39, 43)            | [ 42 ]                      |
| 2018 | Duel Masters                                                                   | Ascension                                  | Guionista (#8, 12-13, 19, 25, 33, 39, 47)                 | [ 43 ]                      |
| 2018 | Aikatsu Friends!                                                               | Bandai Namco Pictures                      | Guionista (#4, 6, 11, 15, 20, 26-27, 32, 37, 40, 46, 50)  | [ 44 ]                      |
| 2018 | Hinamatsuri                                                                    | Feel                                       | Composición de la serie Guionista (#1-12)                 | [ 45 ]                      |
| 2018 | Inazuma Eleven: Ares no Tenbin                                                 | OLM                                        | Guionista (#6, 9, 11, 16-17, 20, 23)                      | [ 46 ]                      |
| 2018 | Inazuma Eleven: Orion no Kokuin                                                | OLM                                        | Guionista (#4, 7, 11, 17, 20, 25, 29, 32, 37, 41, 46)     | [ 47 ]                      |
| 2019 | Go-Tōbun no Hanayome                                                           | Tezuka Productions                         | Composición de la serie Guionista (#1-3, 6-8, 11-12)      | [ 48 ]                      |
| 2019 | Kono Yo no Hate de Koi wo Utau Shōjo YU-NO                                     | Feel                                       | Guionista (#5, 9, 12, 16, 20, 24)                         | [ 49 ]                      |
| 2019 | Aikatsu Friends!: Kagayaki no Jewel                                            | Bandai Namco Pictures                      | Guionista (#55, 60, 66, 71, 76)                           | [ 50 ]                      |
| 2019 | Duel Masters!!                                                                 | Brain's Base                               | Guionista (#3, 10-11, 17, 36-37, 42-43)                   | [ 51 ]                      |
| 2019 | Machikado Mazoku                                                               | J.C.Staff                                  | Composición de la serie Guionista (#1-4, 6-7, 9, 11-12)   | [ 52 ]                      |
| 2019 | Aikatsu on Parade!                                                             | Bandai Namco Pictures                      | Guionista (#7-8, 17, 22)                                  | [ 53 ]                      |
| 2020 | Tomica Kizuna Gattai: Earth Granner                                            | OLM                                        | Guionista (#6, 12, 17, 23, 29, 33, 42, 47, 49)            | [ 54 ]                      |
| 2020 | Yahari Ore no Seishun Love Comedy wa Machigatteiru: Kan                        | Feel                                       | Composición de la serie Guionista (#1-12)                 | [ 55 ] [ 56 ]               |
| 2020 | Adachi to Shimamura                                                            | Tezuka Productions                         | Composición de la serie Guionista (#1-3, 6-7, 9-10, 12)   | [ 57 ]                      |
| 2021 | Gekidol: Actidol Project                                                       | Hoods Entertainment                        | Composición de la serie Guionista (#1-6, 8, 10-12)        | [ 58 ]                      |
| 2021 | Go-Tōbun no Hanayome ∫∫                                                        | Bibury Animation Studios                   | Composición de la serie Guionista (#1-12)                 | [ 59 ]                      |
| 2021 | Peach Boy Riverside                                                            | Asahi Production                           | Composición de la serie Guionista (#1-4, 6-7, 9, 12)      | [ 60 ]                      |
| 2021 | Kanojo mo Kanojo                                                               | Tezuka Productions                         | Composición de la serie Guionista (#1-2, 5-6, 11-12)      | [ 61 ]                      |
| 2021 | Aikatsu Planet!                                                                | Bandai Namco Pictures                      | Guionista (#6, 12, 19)                                    | [ 62 ]                      |
| 2021 | Mazica Party                                                                   | OLM                                        | Guionista (#6, 14-15, 29, 37, 40, 45)                     | [ 63 ]                      |
| 2022 | Slow Loop                                                                      | Connect                                    | Guionista (#3, 6, 8-10)                                   | [ 64 ]                      |
| 2022 | Tensai Ōji no Akaji Kokka Saisei Jutsu                                         | Yokohama Animation Laboratory              | Guionista (#6-9)                                          | [ 65 ]                      |
| 2022 | Machikado Mazoku: 2-chōme                                                      | J.C.Staff                                  | Composición de la serie Guionista (#1-2, 4-6, 8, 11-12)   | [ 66 ]                      |
| 2022 | Kumichō Musume to Sewagakari                                                   | Feel Gaina                                 | Composición de la serie Guionista (#1-3, 10-11)           | [ 67 ]                      |
| 2023 | Otonari no Tenshi-sama ni Itsunomanika Dame Ningen ni Sareteita Ken            | Project No.9                               | Composición de la serie Guionista (#1-12)                 | [ 68 ]                      |
| 2023 | Mononogatari                                                                   | Bandai Namco Pictures                      | Composición de la serie Guionista (#1-4, 7, 12)           | [ 69 ] [ 70 ]               |
| 2023 | Megami no Cafe Terrace                                                         | Tezuka Productions                         | Composición de la serie Guionista (#1-2, 4-5, 7, 10-12)   | [ 71 ] [ 72 ]               |
| 2023 | Uchi no Kaisha no Chīsai Senpai no Hanashi                                     | Project No.9                               | Guionista (#3, 6-7, 9-10, 12)                             | [ 73 ]                      |
| 2023 | Mononogatari 2nd Season                                                        | Bandai Namco Pictures                      | Composición de la serie Guionista (#13, 23-24)            | [ 74 ]                      |
| 2023 | Seija Musō                                                                     | Yokohama Animation Laboratory Cloud Hearts | Composición de la serie Guionista (#1-4, 6, 9, 11-12)     | [ 75 ]                      |
| 2023 | Under Ninja                                                                    | Tezuka Productions                         | Composición de la serie Guionista (#1-12)                 | [ 76 ] [ 77 ]               |
| 2023 | Hikikomari Kyūketsu Hime no Monmon                                             | Project No.9                               | Composición de la serie Guionista (#1-4, 6, 8-9, 11-12)   | [ 78 ]                      |
| 2023 | Kanojo mo Kanojo 2nd Season                                                    | SynergySP                                  | Composición de la serie Guionista (#1-3, 5, 7, 9, 11-12)  | [ 79 ] [ 80 ]               |
| 2024 | Sentai Daishikkaku                                                             | Yostar Pictures                            | Composición de la serie Guionista (#1-3, 5, 7, 9, 12)     | [ 81 ] [ 82 ]               |
| 2024 | Seiyū Radio no Ura Omote                                                       | Connect                                    | Composición de la serie Guionista (#1-4, 8, 11-12)        | [ 83 ] [ 84 ]               |
| 2024 | Megami no Cafe Terrace Season 2                                                | Tezuka Productions                         | Composición de la serie Guionista (#1-2, 4, 8, 10-12)     | [ 85 ] [ 86 ] [ 87 ]        |
| 2025 | Magic Maker ~Isekai Mahō no Tsukurikata~                                       | Studio Deen                                | Composición de la serie Guionista (#1-2, 5, 8, 11-12)     | [ 88 ]                      |
| 2025 | Aru Majo ga Shinu Made                                                         | EMT Squared                                | Composición de la serie Guionista (#1-3, 6, 8-9, 12)      | [ 89 ]                      |
| 2025 | Summer Pockets                                                                 | Feel                                       | Composición de la serie                                   | [ 90 ]                      |
| 2025 | Kanpeki Sugite Kawaigeganai to Konyaku Haki Sareta Seijo wa Ringoku ni Urareru | Troyca                                     | Composición de la serie Guionista (#1-2, 5, 8, 10-12)     | [ 91 ]                      |
| 2025 | Uchūjin Mūmū                                                                   | OLM                                        | Composición de la serie                                   | [ 92 ]                      |
| 2025 | Sentai Daishikkaku 2nd Season                                                  | Yostar Pictures                            | Composición de la serie Guionista (#13-15, 18, 21, 23-24) | [ 93 ]                      |
| 2025 | Ninja to Gokudō                                                                | Studio Deen                                | Composición de la serie                                   | [ 94 ]                      |
| 2026 | Class de 2-ban Me ni Kawaii Onna no Ko to Tomodachi ni Natta                   | Connect                                    | Composición de la serie                                   | [ 95 ]                      |
| 2026 | Otonari no Tenshi-sama ni Itsunomanika Dame Ningen ni Sareteita Ken 2nd Season | Project No.9                               | Composición de la serie                                   | [ 96 ]                      |

#### Películas
| Año  | Anime                          | Estudio                  | Funciones | Refs.  |
| ---- | ------------------------------ | ------------------------ | --------- | ------ |
| 2022 | Go-Tōbun no Hanayome The Movie | Bibury Animation Studios | Guionista | [ 97 ] |
| 2024 | Ganbatte Ikimasshoi            | Studio Moe Reirs         | Guionista | [ 98 ] |

#### ONAs
| Año  | Anime                                  | Estudio                                               | Funciones                          | Refs.   |
| ---- | -------------------------------------- | ----------------------------------------------------- | ---------------------------------- | ------- |
| 2012 | Seitokai no Ichizon Lv.2               | AIC                                                   | Guionista (#4, 8)                  | [ 99 ]  |
| 2017 | Monster Strike Anime                   | Sanzigen XFLAG Pictures Yokohama Animation Laboratory | Guionista (#6-7, 11, 15-16, 21-23) | [ 100 ] |
| 2017 | Dream Festival! R                      | Bandai Namco Pictures                                 | Guionista (#6)                     | [ 101 ] |
| 2017 | Monster Strike Anime: Kieyuku Uchū-hen | Yokohama Animation Laboratory                         | Guionista (#1, 6, 10)              | [ 102 ] |
| 2020 | Aikatsu on Parade! (ONA)               | Bandai Namco Pictures                                 | Guionista (#1-2)                   | [ 103 ] |
| 2023 | Shūmatsu no Valkyrie II                | Yumeta Company Graphinica                             | Guionista (#9)                     | [ 104 ] |
| 2023 | Shūmatsu no Valkyrie II Part 2         | Yumeta Company Graphinica                             | Guionista (#11)                    | [ 104 ] |

#### OVAs
| Año  | Anime | Estudio             | Funciones               | Refs.   |
| ---- | --- | ------------------- | ----------------------- | ------- |
| 2013 | Dakara Boku wa, H ga Dekinai. Mie Sugi! Mizugi Contest                                                          | Feel                | Guionista               | [ 105 ] |
| 2013 | Seitokai no Ichizon Lv.2: Watasu Seitokai                                                                       | AIC                 | Guionista               | [ 106 ] |
| 2015 | Hantsu x Trash                                                                                                  | Hoods Entertainment | Guionista               | [ 107 ] |
| 2023 | Yahari Ore no Seishun Love Come wa Machigatteiru. Kan: Dakara, Shishunki wa Owarazu ni, Seishun wa Tsuzuiteiku. | Feel                | Composición de la serie | [ 108 ] |

#### Especial
| Año  | Anime                 | Estudio | Funciones                                | Refs.   |
| ---- | --------------------- | ------- | ---------------------------------------- | ------- |
| 2023 | Go-Tōbun no Hanayome~ | Shaft   | Composición de la serie Guionista (#1-2) | [ 109 ] |

### Manga
- Sōkō Akki Muramasa: Eiyū-hen (装甲悪鬼村正 英雄編?) (serializada en Comp Ace; ilustraciones de IsII; 2011–2012)[110]

### Acción real

#### Series de televisión
- Koko wa Green Wood 〜Seishun Danshi Ryō Nisshi〜 (Guionista eps 3, 7, 10; 2008)[3][111]